# Bessatsu Shōnen Magazine
Bessatsu Shōnen Magazine (jap. 別冊少年マガジン, Bessatsu Shōnen Magajin) ist ein japanisches Manga-Magazin, das sich an ein jugendliches männliches Publikum richtet und daher zur Shōnen-Kategorie gezählt wird.
Es erscheint seit dem 9. September 2009 einmal im Monat beim Verlag Kōdansha und entstand als Ableger des wöchentlich erscheinenden Shōnen Magazine. 2016 verkaufte jede Ausgabe des Magazins 66.000 Exemplare.

## Serien (Auswahl)
- As the Gods will von Muneyuki Kaneshiro und Akeji Fujimura
- Attack on Titan von Hajime Isayama
- Die Blumen des Bösen – Aku no Hana von Shūzō Oshimi
- Boarding School Juliet von Yōsuke Kaneda
- Countrouble von Akinari Nao
- Dōbutsu no Kuni von Makoto Raiku
- Flying Witch von Chihiro Ishizuka
- Gang King von Daiju Yanauchi
- Happiness von Shūzō Oshimi
- Joshiraku von Kōji Kumeta und Yasu
- Mardock Scramble von Tow Ubukata und Yoshitoki Oima
- Nanatsu no Taizai Gakuen von Nakaba Suzuki
- Real Account von Okushō und Shizumu Watanabe
- Savage Season von Mari Okada und Nao Emoto
- Sankarea von Mitsuru Hattori
- Shingeki! Kyojin Chūgakkō von Saki Nakagawa
- Shin Sekai Yori von Yūsuke Kishi und Tōru Oikawa
- The Heroic Legend of Arslan von Yoshiki Tanaka und Hiromu Arakawa
- To The Abandoned Sacred Beasts von Maybe
- UQ Holder! von Ken Akamatsu
- ×××HOLiC von Clamp